# Allodiopsis cristata
Allodiopsis cristata är en tvåvingeart som först beskrevs av Rasmus Carl Staeger 1840.  Allodiopsis cristata ingår i släktet Allodiopsis och familjen svampmyggor.
Artens utbredningsområde är Danmark. Inga underarter finns listade i Catalogue of Life.